# Nádraží Holešovice metróállomás
Nádraží Holešovice egy metróállomás Prágában a prágai C metró vonalán.

## Szomszédos állomások
A metróállomáshoz az alábbi állomások vannak a legközelebb:
- Kobylisy (Letňany)
- Vltavská (Háje)

## Átszállási kapcsolatok
| C (Letňany ↔ Háje) |                                                                              |                         |
| Állomás            | Átszállási kapcsolatok                                                       | Fontosabb létesítmények |
| Nádraží Holešovice | 112, 156, 201, 751 6, 12, 17, 93, 94 R20 R17 S4 S41 R44 Praha-Holešovice P+R | Praha-Holešovice        |